# Rosalinda L. Orosa
Rosalinda L. Orosa (Jolo, Sulu, 1921) és una reconeguda periodista, escriptora i crítica artística filipina, declarada hispanista, que també ha escrit molt en aquesta llengua, defensant la seva pervivència al seu país. Va ser membre i directora de l'Academia Filipina de la Lengua Española i guanyadora del premi Zóbel, que també havien obtingut els seus propis pares, els eminents metges i escriptors Sixto I. Orosa i Severina Luna de Orosa. Avui dia, amb més de 90 anys, segueix escrivint profusa i assíduament per al diari The Manila Times. Una de les seves germanes va ser la coreògrafa Leonor Orosa.

## Publicacions (selecció)
- 1980. "Above the Throng"
- 1965. Filipinas y México : colección de discursos y conferencias pronunciados con ocasión de la celebración del año amistad México-Filipina en el cuarto centenario de la llegada de la expedición méxicana en filipinas.,[1] amb Octavio L. Malotes i José Rodríguez

## Premis i reconeixements (selecció)
- 2007. Premi de periodisme “Quijano de Manila”
- 2005. Premi Lifetime Achievement concedit a 30 dones excepcionals per la presidenta filipina Gloria Macapagal Rierol
- 2001. Orde del Mèrit del Govern de França.
- 2001. Cruz del Mèrit del Govern d'Alemanya.
- 2000. Dona de l'any, concedit per The International Biographical Center, de Cambridge (Anglaterra)
- 1989: Premi Zobel, pel seu suport a la llengua espanyola.